# Poslední hlídka (film)
Poslední hlídka (v originále The Last Warrior  a také The Last Patrol) je americký akční film z roku 2000, který režíroval Sheldon Lettich a ve kterém hrají Dolph Lundgren, Sherri Alexander, Joe Michael Burke, Rebecca Cross a Brook Susan Parker. Film byl vydán ve Spojených státech 21. srpna 2001 přímo na video.

## Děj
Zemětřesení o síle 9,5 stupně Richterovy škály oddělí Kalifornii od pevninské Ameriky - vznikne ostrov, nad nímž visí věčný mrak prachu. Přeživší se začínají sdružovat kolem Nicka Prestona (Dolph Lundgren), kapitána letectva, a kolem dalších zbytků armády, včetně Sarah McBride (Sherri Alexander) a Luckyho Simcoeho (Joe Michael Burke). Přeživší se usadí na bývalém vojenském šrotišti, kde mají zbraně z minulých konfliktů. Hledají jídlo, palivo a další přeživší, a možná cestu ke zbytku světa, přičemž se snaží vyhnout velmi infekční nákaze, která způsobuje strašlivé kožní projevy.

## Obsazení
- Dolph Lundgren jako kapitán Nick Preston
- Sherri Alexander jako kapitán Sarah McBride
- Joe Michael Burke jako seržant Lucky Simcoe
- Rebecca Cross jako Candy
- Brook Susan Parker jako Rainbow
- Juliano Mer jako Jesus
- Chanan Elias jako Simon Peace
- Ze'ev Revach jako Cooky
- Angelique Lettich jako Tamara
- Terry Big Charles jako Pope
- Howard Rypp jako Will
- Gilya Stern jako Miriam
- Ishai Golan jako Jasper
- Jack Adalist jako Ferguson
- Nati Ravitz jako státní policista